# Chrysops obliquefasciatus
Chrysops obliquefasciatus är en tvåvingeart som beskrevs av Macquart 1838. Chrysops obliquefasciatus ingår i släktet Chrysops och familjen bromsar. Inga underarter finns listade i Catalogue of Life.